# Strefa Szeka

Mapa regionów i stref Etiopii.

Strefa Szeka – jedna ze stref w Etiopii, w Regionie Ludów Etiopii Południowo-Zachodniej. Centrum administracyjne stanowi miasto Masha. Do innych ważniejszych miejscowości należą: Tiepi, Gecha i Acchiscio.

## Demografia
Na podstawie spisu ludności z 2007 roku strefa ma populację 199,3 tys. mieszkańców. 17,2% stanowili mieszkańcy miast. Do największych grup etnicznych należały: Shakacho (32,4%), Amharowie (22,2%), Kaffa (20,2%), Oromowie (7,4%), Bench (5,2%), Sheko (4,2%) i Majang (1,7%). Do pozostałych grup etnicznych należało 6,7% populacji. Pod względem religijnym 39,9% wyznawało protestantyzm, 39,4% etiopskie prawosławie, 15,1% było muzułmanami i 3,5% praktykowało tradycyjne wierzenia plemienne. 

## Podział administracyjny
W skład strefy wchodzi 3 woredy:
- Anderacha
- Masha
- Yeki